# (7389) Michelcombes
(7389) Michelcombes es un asteroide perteneciente al cinturón de asteroides descubierto el 17 de octubre de 1982 por Edward Bowell desde la Estación Anderson Mesa (condado de Coconino, cerca de Flagstaff, Arizona, Estados Unidos).

## Designación y nombre
Designado provisionalmente como 1982 UE. Nombrado en honor a Michel André Combes (1939-2017), científico planetario francés y presidente del Observatorio de París de 1992 a 1998. Combes estudió las atmósferas planetarias utilizando observaciones infrarrojas realizadas tanto desde la Tierra como desde el espacio. Ha sido particularmente activo en el diseño y construcción de instrumentos de nueva tecnología para naves espaciales (por ejemplo, un espectrómetro infrarrojo para la misión Vega al cometa 1P/Halley) y para los telescopios terrestres más grandes (como el dispositivo de óptica adaptativa Come-on). Combes ha jugado un papel importante en el desarrollo de la ciencia planetaria en Francia, particularmente al alentar a sus colegas más jóvenes a unirse a los esfuerzos internacionales en la exploración espacial planetaria.

## Características orbitales
Michelcombes está situado a una distancia media del Sol de 2,263 ua, pudiendo alejarse hasta 2,770 ua y acercarse hasta 1,756 ua. Su excentricidad es 0,224 y la inclinación orbital 4,305 grados. Emplea 1243,81 días en completar una órbita alrededor del Sol.

## Características físicas
La magnitud absoluta de Michelcombes es 14,33. 